# Bodtjärnen (Borgvattnets socken, Jämtland, 703520-151208)
Bodtjärnen är en sjö i Ragunda kommun i Jämtland och ingår i Ångermanälvens huvudavrinningsområde. Sjön har en area på 0,192 kvadratkilometer och ligger 459,5 meter över havet.

## Delavrinningsområde
Bodtjärnen ingår i det delavrinningsområde (703475-151134) som SMHI kallar för Mynnar i Lafsan. Medelhöjden är 479 meter över havet och ytan är 9,53 kvadratkilometer. Det finns inga avrinningsområden uppströms utan avrinningsområdet är högsta punkten. Vattendraget som avvattnar avrinningsområdet har biflödesordning 4, vilket innebär att vattnet flödar genom totalt 4 vattendrag innan det når havet efter 176 kilometer. Avrinningsområdet består mestadels av skog (78 procent) och sankmarker (15 procent). Avrinningsområdet har 0,37 kvadratkilometer vattenytor vilket ger det en sjöprocent på 3,9 procent.